# Kočka bažinná
Kočka bažinná (Felis chaus) je dlouhonohá kočka s denní aktivitou, rozšířená na blízkém východě i v jihovýchodní Asii.

## Synonyma
- kočka rysová
- rys bahenní
- rys bažinný
- rysec bažinný

## Vzhled
- Hmotnost: 2,5–14 kg
- Délka těla: 55–112 cm
- Délka ocasu 20–36 cm[2][3]
- Výška: 35–38 cm

Srst je jednobarevná, šedohnědá nebo žlutočervená. Špičky uší a ocasu jsou černé. Na konci uši rostou štětinky chlupů, podobně jako u pravých rysů. Koťata se rodí mourovatá, postupně ale kresbu ztrácejí.
Kočka bažinná má v poměru k tělu nejdelší končetiny ze všech euroasijských koček.

## Rozšíření a početnost
Kočka bažinná žije v Egyptě, okolo Kaspického moře, v Afghánistánu, Indii, Nepálu, Barmě, v Thajsku a jihozápadní Číně. Vyhledává rákosové porosty a travnaté plochy v blízkosti stojatých vod nebo pomalu tekoucích řek. Kočky bažinné, které žijí v sušších oblastech, se také zdržují v blízkosti vody.
Ačkoliv populace zaznamenává pokles, není kočka bažinná bezprostředně ohrožena a IUCN ji vede jako druh málo dotčený.

## Biologie
Kočky bažinné jsou samotáři. Loví hlavně ve dne, jinak odpočívají v opuštěných norách jiných zvířat. V severních částech svého areálu se páří na konci zimy, na jihu se mohou rozmnožovat celoročně. Březost trvá 8 týdnů, kočka vrhá 3–4 koťata. V 8 měsících se osamostatňují, pohlavně dospějí v roce a půl věku. Někdy může kočka mít až dva vrhy do roka.
Díky svým dlouhým nohám kočka bažinná výborně běhá a skáče, dokáže ulovit bažanta v letu. Živí se vodními ptáky, žábami, rybami, hlodavci, hady a zajícovci. Kočky žijící v sušších oblastech loví králíky, pískomily, zemní veverky, ještěrky a ptáky (včetně domácí drůbeže). Výjimečně uloví mladé gazely a ovce a zřejmě i kolouchy jelena axise. V některých oblastech tvoří poměrně velkou část jejího jídelníčku ovoce.
Ve starověkém Egyptě byly kočky bažinné cvičeny k lovu vodního ptactva. Díky jejich podobnosti s habešskou kočkou existují hypotézy, že i kočka bažinná je jedním z předků kočky domácí.

## Kočka bažinná v českých zoo
V ČR chová kočky bažinné pouze Zoo Jihlava a Zoo Plasy

## Galerie obrázků

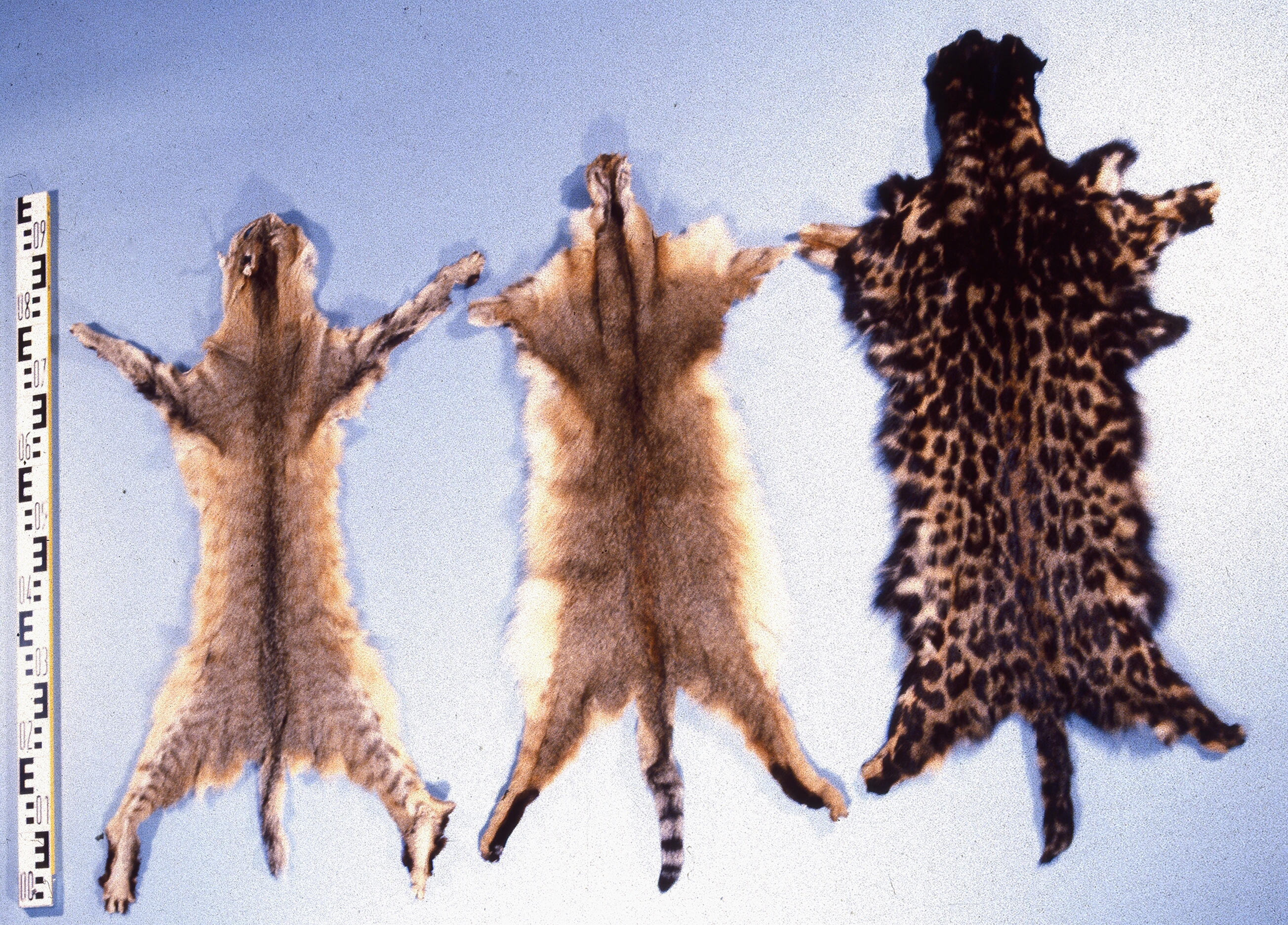
Kožešiny kočky bažinné
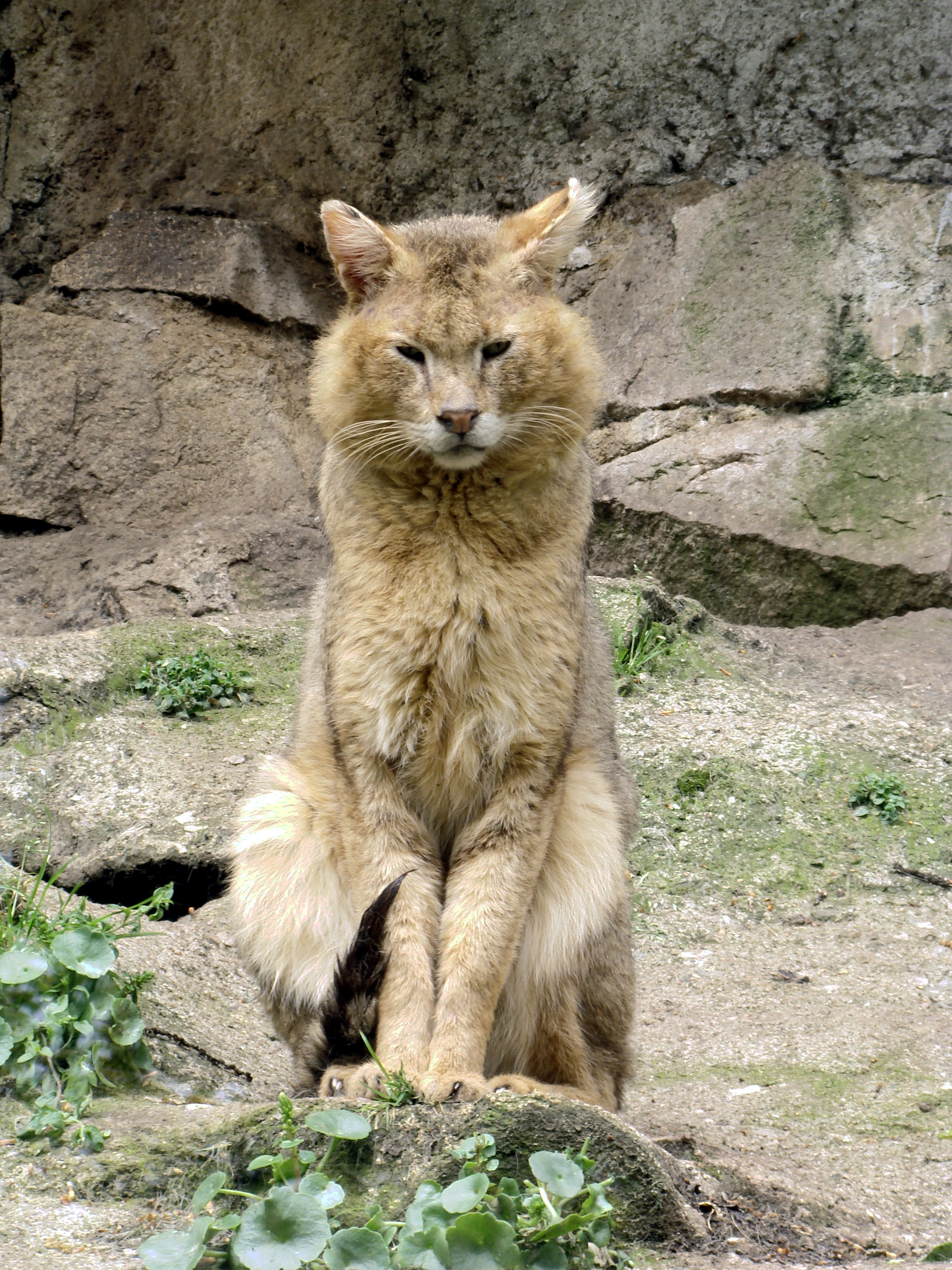
Kočka bažinná v zoologické zahradě Pont-Scorff
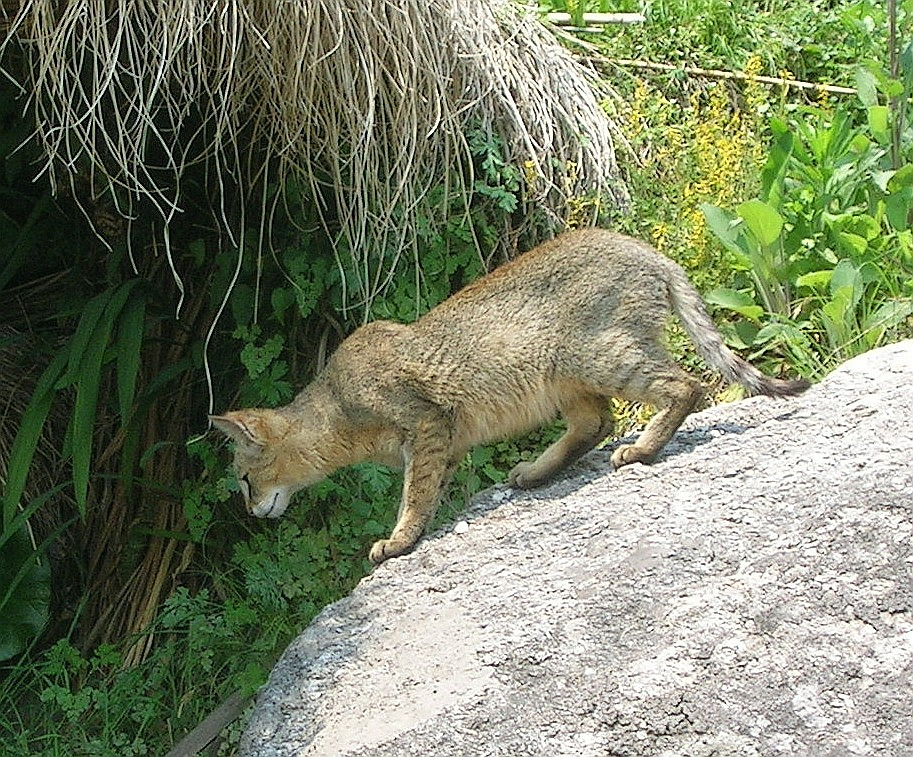
Kočka bažinná v Uttarakhandu